# Sibyllentempel (Puławy)

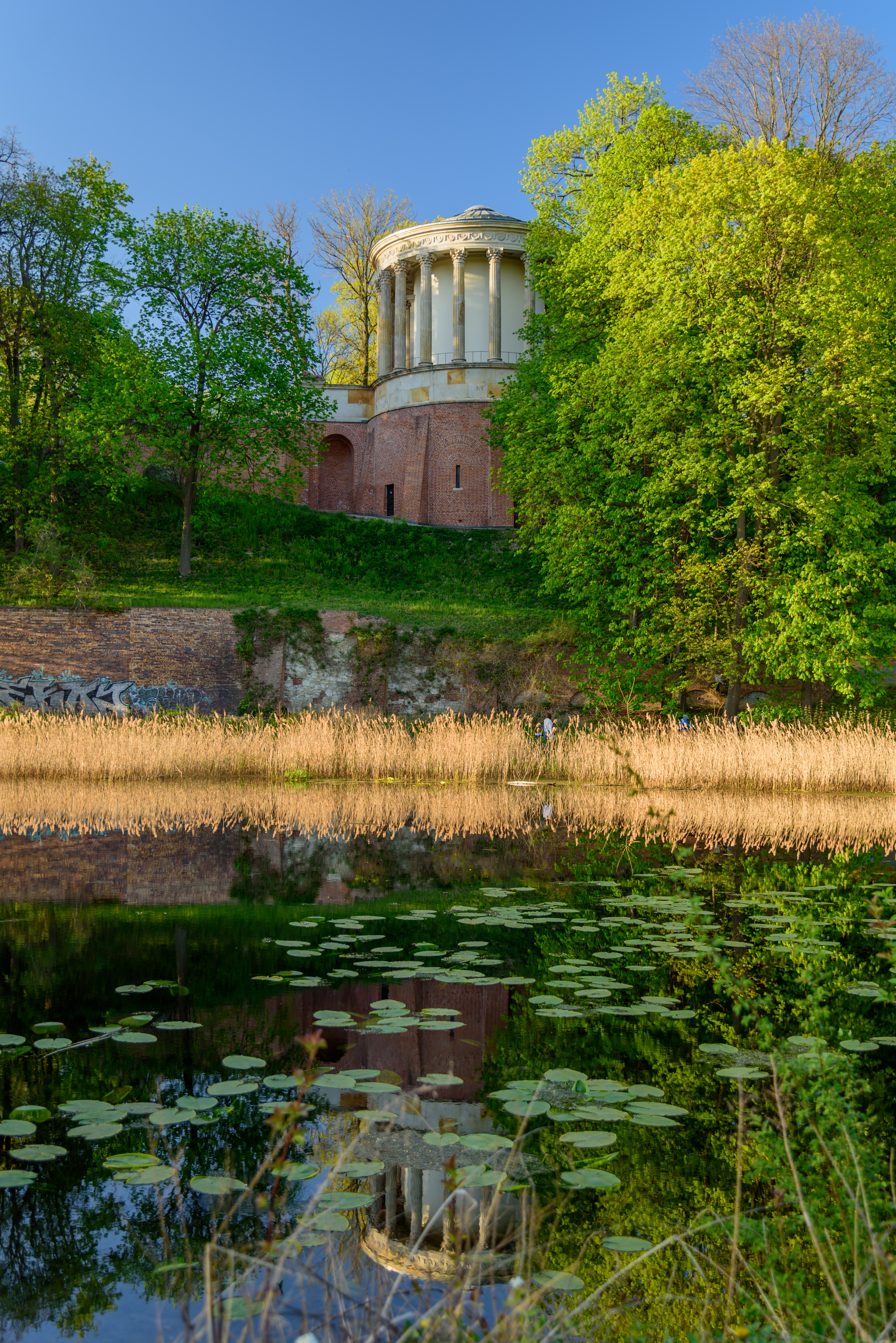
Sicht vom Gartenteich

Der Sibyllentempel (polnisch: Świątynia Sybilli) im Puławyer Czartoryski-Park ist ein klassizistischer Pavillon, der im 18. Jahrhundert von Chrystian Piotr Aigner und Fryderyk Bauman für die polnische Magnatin Izabela Czartoryska errichtet worden ist.

## Geschichte
Izabela Czartoryska ließ den Pavillon auf der Weichselböschung von 1798 bis 1801 im klassizistischen Stil nach dem Vorbild des Tempel der Sibylle in Tivoli errichten. Die Löwen am Eingang sind ein Geschenk des Zaren Alexander I., der 1805 die Czartoryski in Puławy besuchte. Zweck des Tempels war die Beherbergung der Kunstsammlung der Czartoryski. Später kam zu diesem Zweck auch das Gotikhaus hinzu. Die Czartoryski stellten ihre Kunstschätze, zu denen Werke von Leonardo da Vinci, Rafael und Rembrandt gehörten, im Gotischen Haus und im Sibyllentempel im ersten polnischen öffentlichen Museum der Öffentlichkeit zur Verfügung. Nach der Niederschlagung des Novemberaufstand 1831 wurden die Güter der Czartoryski enteignet und die Kunstschätze, die sie über Paris nicht rechtzeitig nach Krakau (Czartoryski-Museum) ausführen konnten, nach St. Petersburg verbracht. Nach dem Ersten Weltkrieg kamen die erhaltenen Kunstschätze, wie z. B. die gotischen Wawel-Köpfe zurück nach Polen, wo sie wieder auf den Wawel kamen. Im Sibyllentempel befindet sich heute eine Ausstellung, die an die Blütezeit der Kunstsammlung von Puławy anknüpft. Der Tempel inspirierte Jan Paweł Woronicz zu seinem Gedicht Świątynia Sybilli.